# Junglepussy
Shayna McHayle, mieux connue sous le nom de scène Junglepussy, est une rappeuse et actrice américaine. Sa première mixtape Satisfaction Guaranteed sort en 2014. Elle reçoit la reconnaissance de différents artistes comme Erykah Badu et Lil' Kim.

## Biographie

### Enfance et études
Shayna McHayle naît le 31 octobre 1991 à East New York, Brooklyn, d'un père jamaïcain et d'une mère trinidadienne. Après le divorce de ses parents, elle est élevée par sa mère, qui l'encourage à être créative, lui permettant de se teindre les cheveux comme forme d'expression personnelle, et encourage McHayle et ses sœurs à pratiquer l'amour de soi.
Elle commence à rapper au lycée avec un groupe d'amis appelé Primp, jusqu'à l'obtention de son diplôme à 16 ans. Après avoir obtenu son diplôme, elle fréquente le Fashion Institute of Technology, jusqu'à ce qu'elle trouve un emploi dans le commerce de détail et qu'elle commence une chaîne YouTube comme passe-temps.

### Carrière
En 2012, elle publie son premier titre en tant que Junglepussy, Cream Team, sur YouTube, suivi de Stitches. En janvier 2014, Erykah Badu poste Cream Team sur son Facebook et Twitter,. Le 10 juin 2014, Junglepussy sort sa première mixtape Satisfaction Guaranteed. La compilation de 11 titres auto-éditée est d'abord publiée sur le site web de Vice. Junglepussy publie ensuite des vidéos pour les morceaux Nah et Me sur sa chaîne YouTube officielle.
Le 20 août 2015, elle annonce que son prochain album s'intitulera Pregnant with Success, d'après les paroles de You Don't Know. Le même jour, Junglepussy publie une vidéo pour le premier single supposé de l'album, Now or Later L'album sort le 17 novembre 2015. Il est inclus dans les listes de fin d'année par des publications telles que Fact, Spin, et Rolling Stone.
Le 11 mai 2018, elle sort un album, JP3, dans lequel elle invite Rico Love, Gangsta Boo, Wiki et Quin. L'album fait l'objet d'une fuite un jour avant sa sortie. Sur Metacritic, qui attribue une note moyenne pondérée sur 100 aux critiques, JP3 reçoit une note moyenne de 83, sur la base de 6 critiques, ce qui indique une « acclamation universelle ». Vibe l'inclut dans sa liste des « 25 albums hip-hop Bomb Womxn de 2018 ». Il est nommé par l'American Association of Independent Music pour ses Libera Awards 2019, qui célèbrent la musique indépendante, dans la catégorie du meilleur album hip-hop/rap.
En 2022, Junglepussy sort le projet JP5000, composé de 5 titres, qui est acclamé par des publications telles que Pitchfork, Metacritic, et bien d'autres.

## Discographie

### Albums studio
- 2015 : Pregnant with Success
- 2018 : JP3
- 2020 : JP4

### Mixtapes
- 2014 : Satisfaction Guaranteed
- 2022 : JP5000[19]

### Singles
- 2015 : You Don't Know
- 2015 : Now or Later
- 2018 : State of the Union
- 2018 : Showers
- 2018 : Trader Joe
- 2018 : They Know
- 2019 : Spiders[20]
- 2020 : Main Attraction[21]
- 2020 : Arugula[22]

### Apparitions
- 2011 : Dai Burger – Titty Attack sur Raw Burger
- 2013 : Le1f – Oils sur Tree House
- 2014 : Rome Fortune – Payin' for It sur Drive, Thighs and Lies
- 2015 : Scooter Island – #NOTYOURS sur Broad City (Original Series Soundtrack)
- 2015 : Shy Girls – Always the Same sur 4WZ
- 2015 : Le1f – Swirl sur Riot Boi
- 2016 : Lion Babe – Still in Love sur Sun Joint
- 2016 : Brenmar – Like a Hoe from High End Times
- 2016 : ick Hook – Dive for You from Relationships
- 2017 : Nadia Rose – Breathe Slow
- 2018 : Gabriel Garzón-Montano – The Game Remix
- 2018 : TXS – Don't Tempt Me sur Everything Is Bigger'
- 2019 : Pussy Riot – Hangers